# Julita gylling

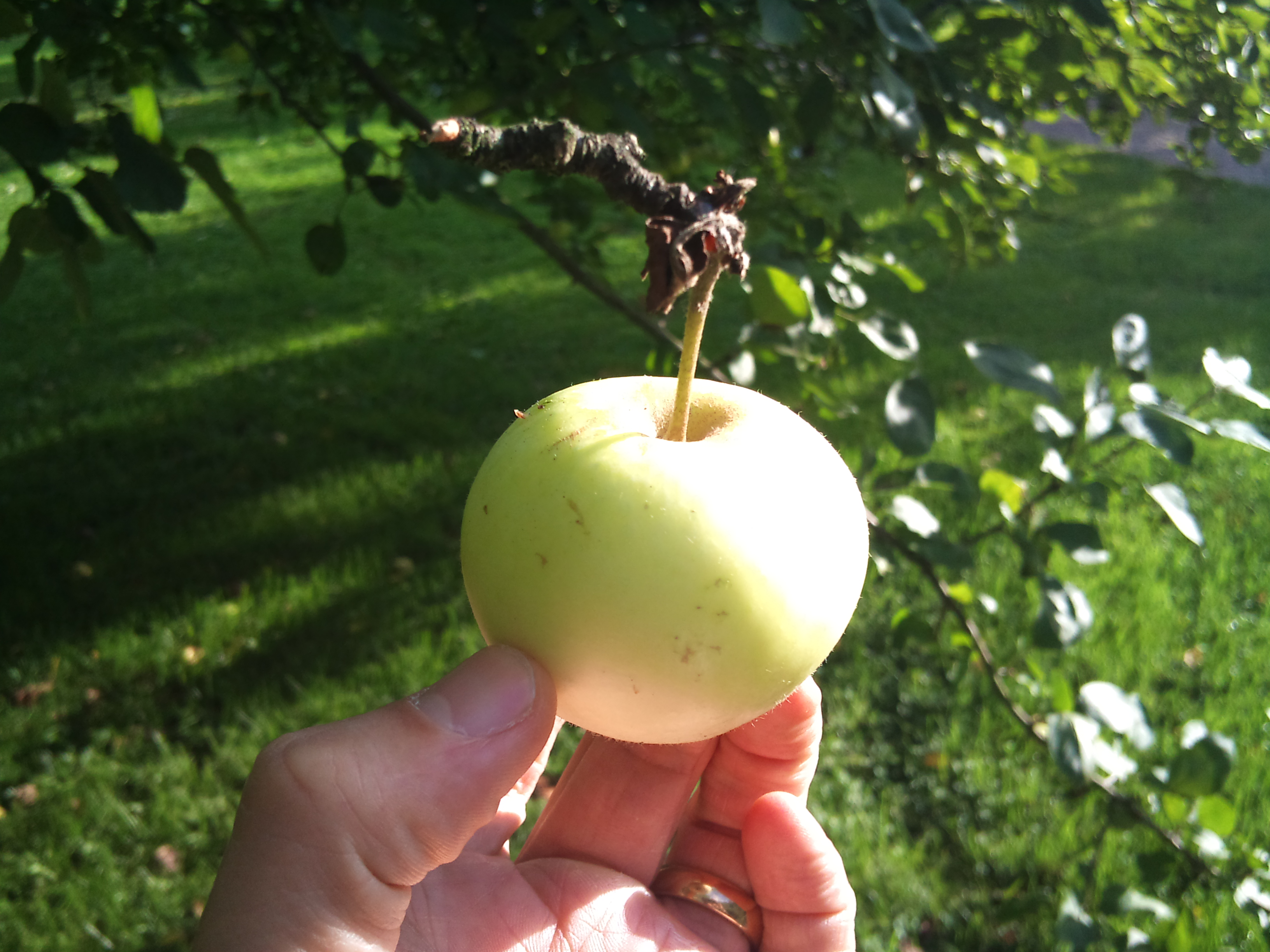
Ett Julita gylling på Julita gård.

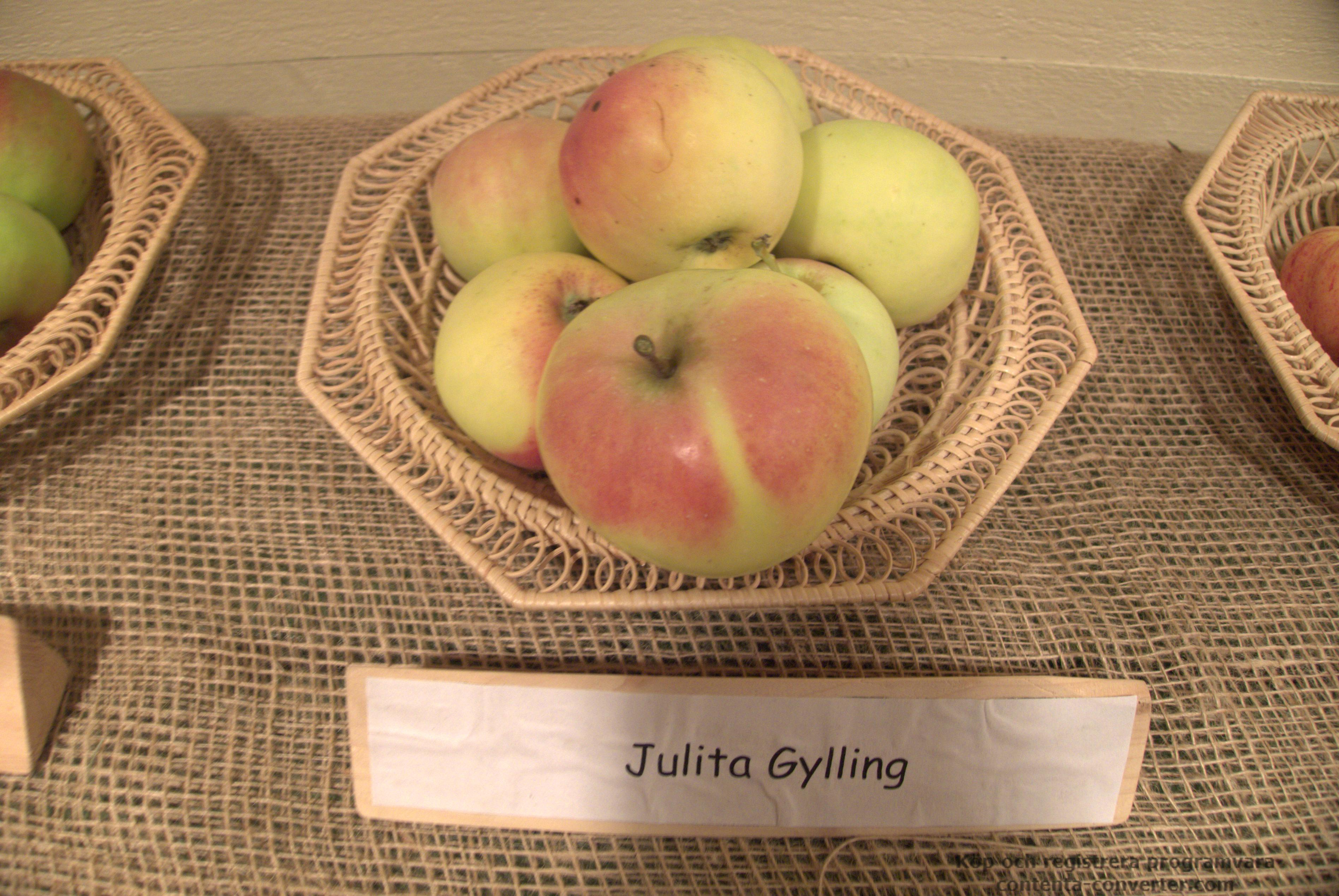
Fler Julita gylling-äpplen, från Julita gård.

Julita gylling är en äppelsort som fått sitt namn från Julita, som är en plats i svenska Södermanland.